# Высокое (Пронинское сельское поселение)
Высокое — опустевшая деревня в Весьегонском муниципальном округе Тверской области России.

## География
Деревня находится в северо-восточной части Тверской области, в подзоне южной тайги, на правом берегу реки Чёрной, на расстоянии примерно 23 километров (по прямой) к югу от города Весьегонска, административного центра округа. Абсолютная высота — 174 метра над уровнем моря.

### Климат
Климат характеризуется как умеренно континентальный, с умеренно холодной зимой и относительно тёплым влажным летом. Средняя температура воздуха самого холодного месяца (января) — −10,7 °C, средняя температура самого тёплого (июля) — 17,1 °С. Безморозный период длится 125 дней. Продолжительность вегетационного периода составляет примерно 126 дней. Годовое количество атмосферных осадков составляет в среднем 612 мм, из которых большая часть выпадает в тёплый период. Снежный покров держится в течение 140 дней.

### Часовой пояс
Деревня Высокое, как и вся Тверская область, находится в часовой зоне МСК (московское время). Смещение применяемого времени относительно UTC составляет +3:00.

## История
В 1859 году здесь (деревня Среднее Высокое Весьегонского уезда Тверской губернии) было отмечено 7 дворов и проживало 35 человек. До 2017 года входила в состав Пронинского сельского поселения, с 2017 до 2019 года входила в состав Ивановского сельского поселения до упразднения последнего. Ныне опустела.

## Население
| 2010 |
| ---- |
| 1    |

### Национальный состав
Согласно результатам переписи 2002 года, в национальной структуре населения русские составляли 100 % из 2 чел.